# Jessica Pedemont
Jessica Pedemont – australijska zapaśniczka walcząca w stylu wolnym.
Brązowa medalistka mistrzostw Oceanii w zapasach w 2011 roku. 